# (796) Сарита
(796) Сарита (лат. Sarita) — астероид главного пояса, который принадлежит к спектральному классу X. Он был открыт 15 октября 1914 года немецким астрономом Карлом Рейнмутом в обсерватории Хайдельберг в Германии.
- Орбита астероида Диомед и его положение в Солнечной системе